# 리포아마이드
리포아마이드(영어: lipoamide)는 6,8-다이싸이오옥탄산 아마이드의 관용명이다. 리포아마이드는 리포산의 기능적 형태로, 카복실기는 아마이드 결합이 있는 아민을 통해 단백질에 부착된다. 리포아마이드의 생화학적 역할에 대한 예로는 피루브산을 아세틸 리포아마이드로 전환하는 것이 있다.
|  |

리포아마이드 자체는 자연적으로 생성되지 않는다.

## 같이 보기
- 리포산